# I Vow to Thee, My Country

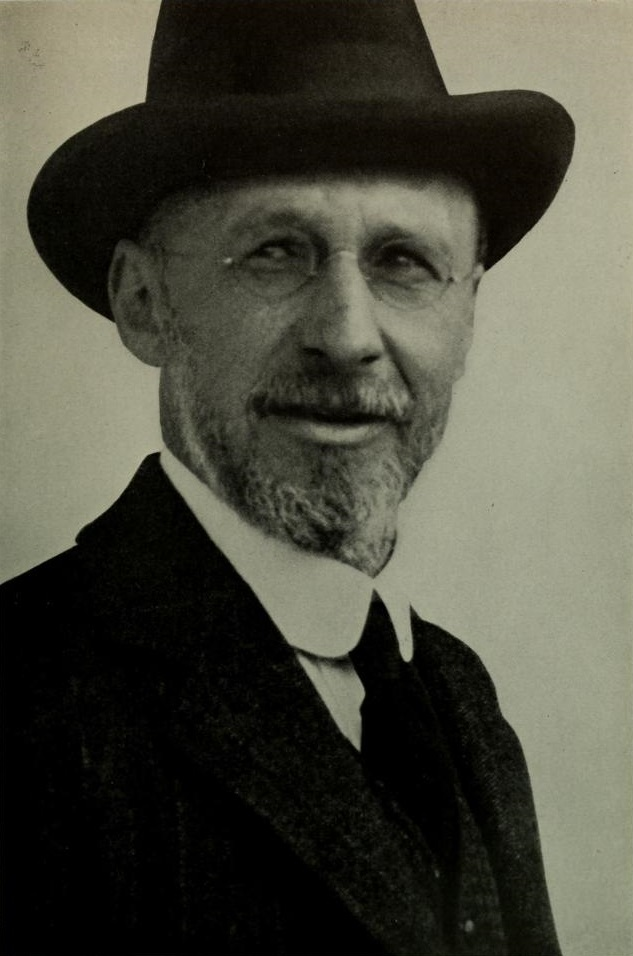
Sir Cecil Spring Rice

"I Vow to Thee, My Country" (Eu Juro a Ti, Meu País, em português) é um hino patriótico britânico, criado em 1921 combinando a música de Gustav Holst com um poema de Sir Cecil Spring Rice. A música se originou como uma melodia sem palavras, que Holst mais tarde chamou de "Thaxted", tirada do movimento "Júpiter" da suíte de Holst de 1917, The Planets.

## História
A origem do texto do hino é um poema do diplomata Sir Cecil Spring Rice, escrito em 1908 ou 1912, intitulado "Urbs Dei" ("A Cidade de Deus") ou "As Duas Pátrias". O poema descreve como um cristão deve sua lealdade à seu país e ao reino celestial.

## Uso contemporâneo

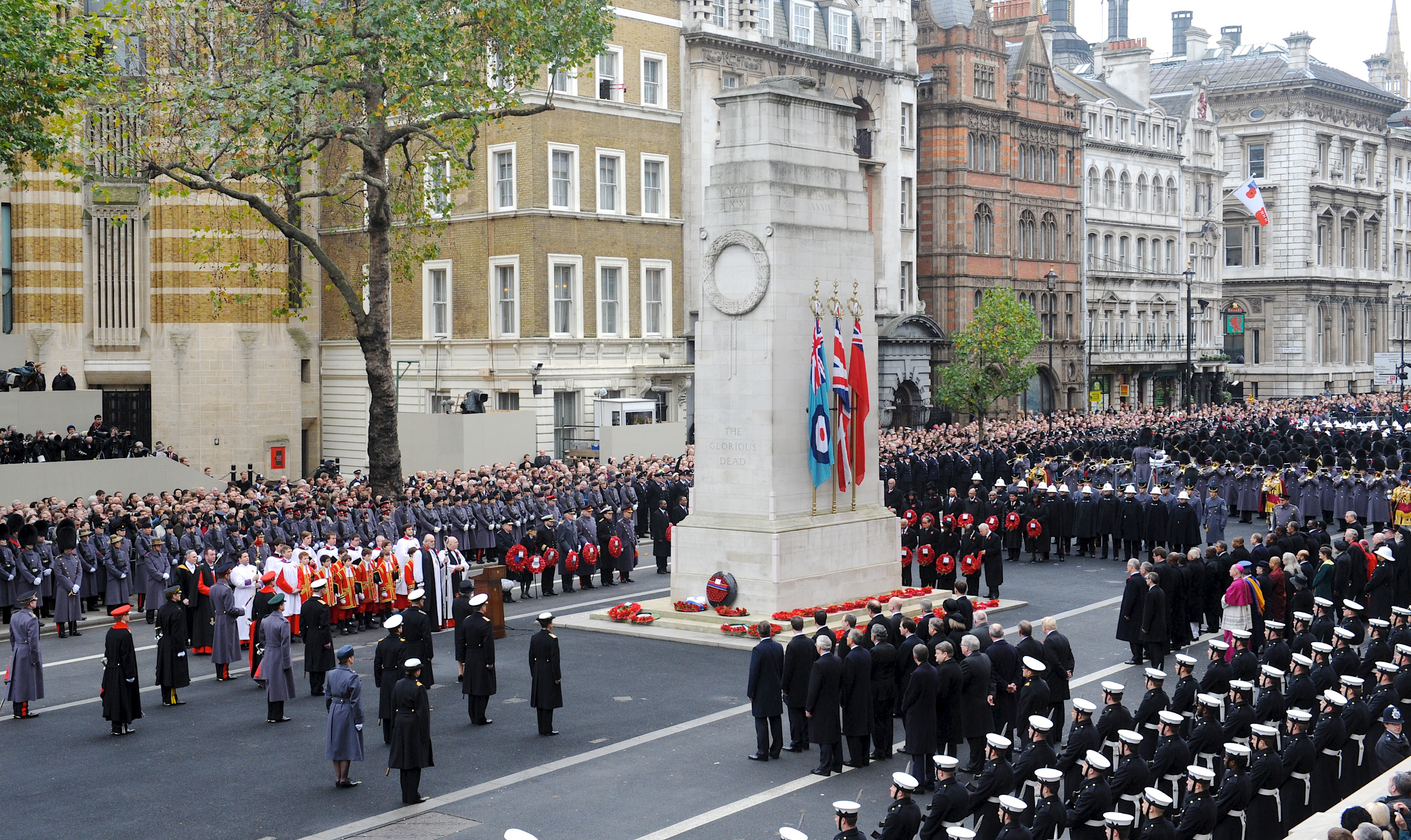
"I Vow to Thee, My Country" é cantada popularmente nos serviços do Dia da Lembrança

- O hino foi usado no funeral de Winston Churchill em 1965.
- Diana, princesa de Gales, solicitou que o hino fosse cantado em seu casamento com o príncipe Charles em 1981, dizendo que "sempre foi um dos favoritos desde os tempos de escola". Também foi cantado em seu funeral em 1997 e em seu décimo aniversário de morte em 2007.[2]
- Foi cantado no funeral da Baronesa Thatcher em 17 de abril de 2013.[3]
- A primeira estrofe da gravação da música por Alfie Boe foi tocada durante o funeral do capitão Sir Tom Moore em 27 de fevereiro de 2021.
- É o hino escolar da St Paul's Girls' School (onde Holst ensinou)[4] e várias outras escolas.